# トロイ・マーフィージュニア
トロイ・マーフィージュニア（英語: Troy Murphy Jr., 2002年11月12日 - ）は、日本の男子プロバスケットボール選手である。B.LEAGUEのサンロッカーズ渋谷に所属している。ポジションはシューティングガード・スモールフォワード。2023-24シーズンまでの登録名はトロイ・マーフィーJr.。

## 経歴
アメリカ合衆国・ロサンゼルス出身。母方のルーツが日本であり、自身も日本国籍を持つ。
ドミニカン大学カリフォルニア校ではNCAAで2年間プレーした後、休学してB.LEAGUEの越谷アルファーズに特別指定選手として登録される。
2023-24シーズンは特別指定選手として富山グラウジーズで38試合先発出場。
2024年度男子日本代表チームの第1次強化合宿メンバーにも選出されている。
2024年6月12日、サンロッカーズ渋谷に加入。
2025年のオールスターウィークエンドにてダンクコンテストに出場。